# Ashes of Love
Ashes of Love è un film muto del 1918 scritto e diretto da Ivan Abramson. Di genere drammatico, fu prodotto dalla Graphic Films Corporation. Aveva come interpreti James K. Hackett, Effie Shannon, Rubye De Remer, Mabel Julienne Scott.

## Trama
Ethel sposa Arthur Woodridge, un ricco filantropo molto più anziano di lei, solo per provvedere alla madre vedova. Sebbene rispetti il marito, riprende però a frequentare Howard Rosedale, il marito di sua cugina Helen. Quest'ultima, sospettando qualcosa, assume un investigatore che sorprende un incontro tra i due in una locanda. Fuggendone via, Ethel viene sorpresa da un temporale. La donna si ammala e la polmonite presa sotto le intemperie ne provoca la morte. Arthur ne resta così addolorato che Louise e Helen temono per la sua sanità mentale. Louise, avendo scoperto che sta pensando al suicidio, gli rivela la verità sulla sua infedeltà. Arthur, incredulo, non le crede. Ma, dopo l'improvvisa morte di Howard, Ethel conferma la versione di Helen. Arthur, allora, si dichiara a Louise e i due si sposano, mentre Helen sposa un vecchio e fedele amico.

## Produzione
Il film fu prodotto dalla Graphic Films Corporation

## Distribuzione
Il copyright del film, richiesto da Ivan Abramson, fu registrato il 15 agosto 1918 con il numero LU12746.
Il film uscì nelle sale statunitensi il 15 agosto 1918.
Copia completa della pellicola si trova conservata negli archivi della Library of Congress di Washington.